# Vélines

Vélines este o comună în departamentul Dordogne din sud-vestul Franței. În 2009 avea o populație de 1.104 de locuitori.

## Evoluția populației
| An        | 1975 | 1982 | 1990  | 1999  | 2006  | 2009  |
| --------- | ---- | ---- | ----- | ----- | ----- | ----- |
| Populație | 929  | 918  | 1.068 | 1.093 | 1.164 | 1.104 |